# Comuna Prebold
Prebold (Občina Prebold) este o comună din Slovenia, cu o populație de 4.514 locuitori (2002).

## Localități
Dolenja vas, Kaplja vas, Latkova vas, Marija Reka, Matke, Prebold, Sveti Lovrenc, Šešče pri Preboldu